# Acheville
Acheville est une commune française située dans le département du Pas-de-Calais en région Hauts-de-France. Ses habitants sont appelés les Achevillois.
Elle fait partie de la communauté d'agglomération de Lens-Liévin qui regroupe 36 communes et compte 242 587 habitants en 2021.

## Géographie

### Localisation
Le territoire de la commune est limitrophe de ceux de cinq communes.
Les communes limitrophes sont  Arleux-en-Gohelle, Bois-Bernard, Fresnoy-en-Gohelle, Méricourt et Rouvroy.

### Géologie et relief
La superficie de la commune est de 3,04 km2 ; son altitude varie de 51  à   71 mètres.

### Hydrographie
La commune est située dans le bassin Artois-Picardie. Elle n'est drainée par aucun cours d'eau,.

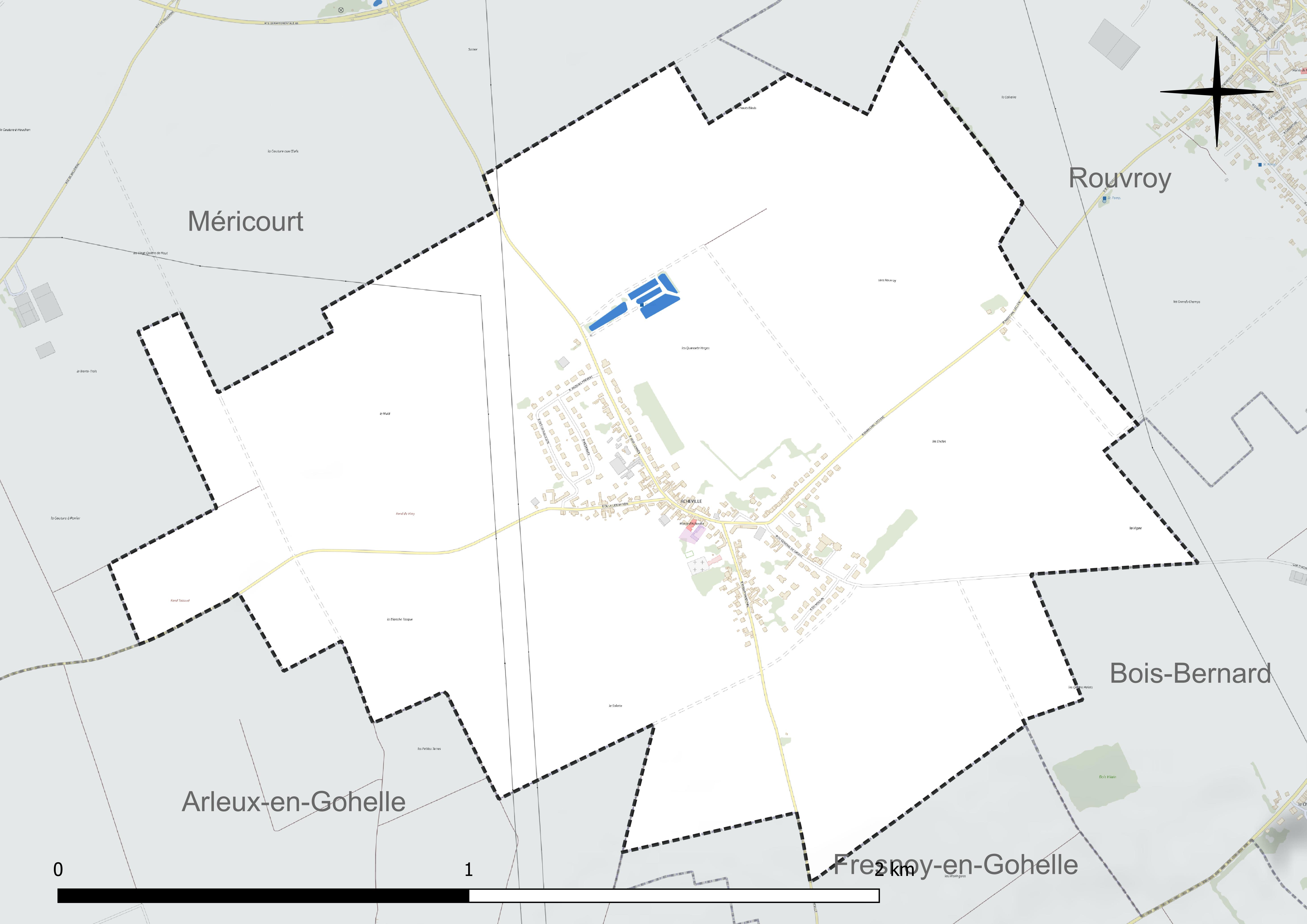
Réseau hydrographique d'Acheville.

### Climat
Pour des articles plus généraux, voir Climat des Hauts-de-France et Climat du Pas-de-Calais.
En 2010, le climat de la commune est de type climat océanique dégradé des plaines du Centre et du Nord, selon une étude du CNRS s'appuyant sur une série de données couvrant la période 1971-2000. En 2020, Météo-France publie une typologie des climats de la France métropolitaine dans laquelle la commune est exposée à un climat océanique et est dans la région climatique Nord-est du bassin Parisien, caractérisée par un ensoleillement médiocre, une pluviométrie moyenne régulièrement répartie au cours de l'année et un hiver froid (3 °C).
Pour la période 1971-2000, la température annuelle moyenne est de 10,3 °C, avec une amplitude thermique annuelle de 14,4 °C. Le cumul annuel moyen de précipitations est de 715 mm, avec 12,4 jours de précipitations en janvier et 8,8 jours en juillet. Pour la période 1991-2020, la température moyenne annuelle observée sur la station météorologique la plus proche, située sur la commune de Douai à 14 km à vol d'oiseau, est de 11,0 °C et le cumul annuel moyen de précipitations est de 729,2 mm,. Pour l'avenir, les paramètres climatiques de la commune estimés pour 2050 selon différents scénarios d'émission de gaz à effet de serre sont consultables sur un site dédié publié par Météo-France en novembre 2022.

## Urbanisme

### Typologie
Au 1er janvier 2024, Acheville est catégorisée bourg rural, selon la nouvelle grille communale de densité à sept niveaux définie par l'Insee en 2022.
Elle est située hors unité urbaine. Par ailleurs la commune fait partie de l'aire d'attraction de Lens - Liévin, dont elle est une commune de la couronne,. Cette aire, qui regroupe 50 communes, est catégorisée dans les aires de 200 000 à moins de 700 000 habitants,.

### Occupation des sols
L'occupation des sols de la commune, telle qu'elle ressort de la base de données européenne d'occupation biophysique des sols Corine Land Cover (CLC), est marquée par l'importance des territoires agricoles (91,2 % en 2018), en diminution par rapport à 1990 (100 %). La répartition détaillée en 2018 est la suivante : 
terres arables (91,2 %), zones urbanisées (8,8 %). L'évolution de l'occupation des sols de la commune et de ses infrastructures peut être observée sur les différentes représentations cartographiques du territoire : la carte de Cassini (XVIIIe siècle), la carte d'état-major (1820-1866) et les cartes ou photos aériennes de l'IGN pour la période actuelle (1950 à aujourd'hui).

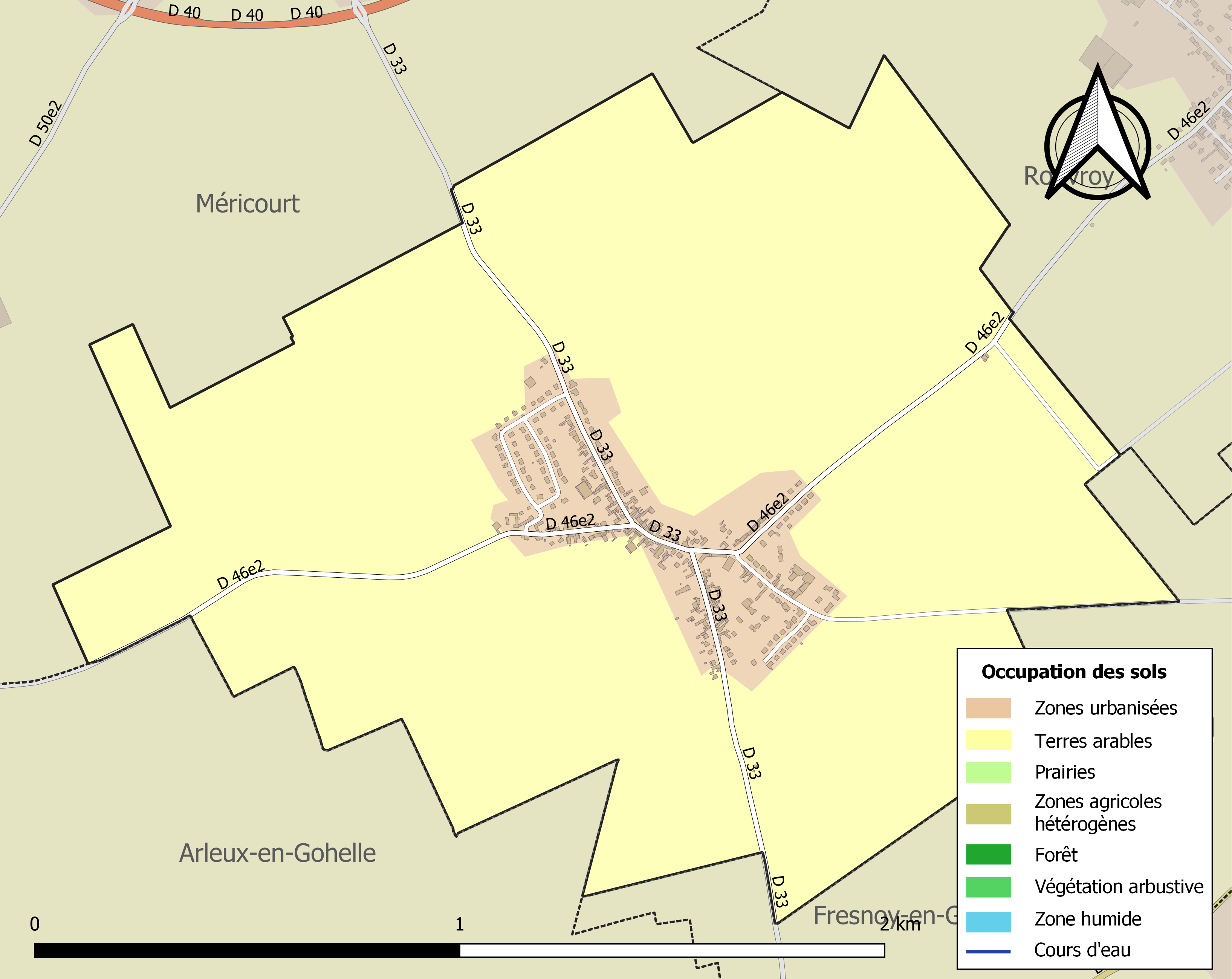
Carte des infrastructures et de l'occupation des sols de la commune en 2018 (CLC).

## Toponymie
Le nom de la localité est attesté sous les formes Axsevilla  en 1070,; Alciovilla en 1129 (Dans un document de l'abbaye d'Hainault); Achevilla en 1178; Ascevilla en 1221.
Il s'agit d'une formation toponymique médiévale en -ville au sens ancien de « domaine rural », dont le premier élément Ache- représente un anthroponyme selon le cas général ou moins probablement un appellatif. Il peut s'agir d'un nom de personne latin Ascius ou germanique Ascharus, ou directement de l'appellatif germanique ask « frêne ». Le germanique ASK est également utilisé comme élément de noms de personnes, notamment frison, sous les formes Aske, Aska, dont Axse- de la forme de 1070 est l'exacte métathèse et Asce- de celle de 1221 possiblement le même élément.
Remarques : il est peu probable que l'appellatif -ville ait pu être associé directement à un nom de personne d'origine latine qui ne soit pas un nom de baptême chrétien, car les formations en -ville ne sont guère antérieures à l'époque mérovingienne. François de Beaurepaire note que le plus ancien nom en -ville attesté en Seine-Maritime, où ils sont très nombreux, est Bourville en 715. Par ailleurs, l'élément -ville n'est jamais associé ni à un lexème germanique, ni à un nom d'arbre. Quant à l'hypothèse du nom d'homme Ascharus, on ne note aucune trace d'un [r] qui puisse valider cette étymologie.

## Histoire
La commune est décorée de la croix de guerre 1914-1918 par décret du 23 septembre 1920, distinction également attribuée à 276 autres communes du Pas-de-Calais.

## Politique et administration

### Découpage territorial
La commune se trouve dans l'arrondissement de Lens (à 7 km) du département du Pas-de-Calais.

#### Commune et intercommunalités
La commune est membre de la communauté d'agglomération de Lens-Liévin.

#### Circonscriptions administratives
La commune est rattachée au Canton d'Avion.

#### Circonscriptions électorales
Pour l'élection des députés, la commune fait partie de la deuxième circonscription du Pas-de-Calais.
La commune est membre de la communauté d'agglomération de Lens-Liévin, regroupe 36 communes (Ablain-Saint-Nazaire, Acheville, Aix-Noulette, Angres, Annay, Avion, Bénifontaine, Billy-Montigny, Bouvigny-Boyeffles, Bully-les-Mines, Carency, Éleu-dit-Leauwette, Estevelles, Fouquières-lès-Lens, Givenchy-en-Gohelle, Gouy-Servins, Grenay, Harnes, Hulluch, Lens, Liévin, Loison-sous-Lens, Loos-en-Gohelle, Mazingarbe, Méricourt, Meurchin, Noyelles-sous-Lens, Pont-à-Vendin, Sains-en-Gohelle, Sallaumines, Servins, Souchez, Vendin-le-Vieil, Villers-au-Bois, Vimy et Wingles) et compte 242 587 habitants en 2021.

### Élections municipales et communautaires

#### Liste des maires
| Période                                  | Période                       | Identité           | Étiquette    | Qualité                                                       |
| ---------------------------------------- | ----------------------------- | ------------------ | ------------ | ------------------------------------------------------------- |
| Les données manquantes sont à compléter. |                               |                    |              |                                                               |
| 1989                                     | 2001                          | Jacques Delahaye   | PS           |                                                               |
| 2001                                     | En cours (au 18 juillet 2020) | Philippe La Grange | MRC puis MDC | Cadre de la fonction publique Réélu pour le mandat 2020-2026, |

## Équipements et services publics

### Justice, sécurité, secours et défense
La commune dépend du tribunal judiciaire d'Arras, du conseil de prud'hommes d'Arras, de la cour d'appel de Douai, du tribunal de commerce d'Arras, du tribunal administratif de Lille, de la cour administrative d'appel de Douai et du tribunal pour enfants d'Arras.

## Population et société

### Démographie
Les habitants de la commune sont appelés les Achevillois.

#### Évolution démographique
L'évolution du nombre d'habitants est connue à travers les recensements de la population effectués dans la commune depuis 1793. Pour les communes de moins de 10 000 habitants, une enquête de recensement portant sur toute la population est réalisée tous les cinq ans, les populations de référence des années intermédiaires étant quant à elles estimées par interpolation ou extrapolation. Pour la commune, le premier recensement exhaustif entrant dans le cadre du nouveau dispositif a été réalisé en 2004.

En 2022, la commune comptait 579 habitants, en évolution de −9,25 % par rapport à 2016 (Pas-de-Calais : −0,72 %, France hors Mayotte : +2,11 %).
| 1793 | 1800 | 1806 | 1821 | 1831 | 1836 | 1841 | 1846 | 1851 |
| ---- | ---- | ---- | ---- | ---- | ---- | ---- | ---- | ---- |
| 198  | 177  | 207  | 224  | 305  | 296  | 287  | 268  | 235  |

| 1856 | 1861 | 1866 | 1872 | 1876 | 1881 | 1886 | 1891 | 1896 |
| ---- | ---- | ---- | ---- | ---- | ---- | ---- | ---- | ---- |
| 247  | 273  | 296  | 304  | 300  | 312  | 300  | 300  | 344  |

| 1901 | 1906 | 1911 | 1921 | 1926 | 1931 | 1936 | 1946 | 1954 |
| ---- | ---- | ---- | ---- | ---- | ---- | ---- | ---- | ---- |
| 348  | 369  | 408  | 242  | 282  | 273  | 295  | 289  | 274  |

| 1962 | 1968 | 1975 | 1982 | 1990 | 1999 | 2004 | 2006 | 2009 |
| ---- | ---- | ---- | ---- | ---- | ---- | ---- | ---- | ---- |
| 275  | 290  | 313  | 399  | 438  | 457  | 588  | 583  | 614  |

| 2014 | 2019 | 2022 | - | - | - | - | - | - |
| ---- | ---- | ---- | - | - | - | - | - | - |
| 637  | 604  | 579  | - | - | - | - | - | - |

#### Pyramide des âges
La population de la commune est relativement jeune.
En 2018, le taux de personnes d'un âge inférieur à 30 ans s'élève à 32,8 %, soit en dessous de la moyenne départementale (36,7 %). À l'inverse, le taux de personnes d'âge supérieur à 60 ans est de 24,2 % la même année, alors qu'il est de 24,9 % au niveau départemental.
En 2018, la commune comptait 285 hommes pour 330 femmes, soit un taux de 53,66 % de femmes, largement supérieur au taux départemental (51,5 %).
Les pyramides des âges de la commune et du département s'établissent comme suit.
| Hommes | Classe d’âge | Femmes |
| ------ | ------------ | ------ |
| 0,7    | 90 ou +      | 1,5    |
| 3,6    | 75-89 ans    | 3,1    |
| 22,1   | 60-74 ans    | 17,6   |
| 29,6   | 45-59 ans    | 25,6   |
| 13,9   | 30-44 ans    | 17,0   |
| 18,2   | 15-29 ans    | 16,0   |
| 11,8   | 0-14 ans     | 19,1   |

| Hommes | Classe d’âge | Femmes |
| ------ | ------------ | ------ |
| 0,5    | 90 ou +      | 1,6    |
| 5,6    | 75-89 ans    | 8,9    |
| 16,7   | 60-74 ans    | 18,1   |
| 20,2   | 45-59 ans    | 19,2   |
| 18,9   | 30-44 ans    | 18,1   |
| 18,2   | 15-29 ans    | 16,2   |
| 19,9   | 0-14 ans     | 17,9   |

## Culture locale et patrimoine

### Lieux et monuments
- Le monument aux morts[31].

### Personnalités liées à la commune
- Robert Berthe, écrivain du jeu de bridge.

### Héraldique
| Armes d'Acheville | Les armes d'Acheville se blasonnent ainsi : D'or fretté de seize pièces de gueules, au franc-canton du même chargé d'une bande du champ. |

La signification du blason communal, associant une famille et une abbaye, relève des armes des Neuville (d'or fretté de gueules), les associant à celles du seigneur ecclésiastique, l'abbaye d'Henin-Lietard (de gueules à la bande d'or).

## Pour approfondir